# Вунсидел
Вунсидел (њем. Wunsiedel) град је у њемачкој савезној држави Баварска. Једно је од 17 општинских средишта округа Вунзидел (Фихтел). Према процјени из 2010. у граду је живјело 9.688 становника. Посједује регионалну шифру (AGS) 9479169.

## Географски и демографски подаци
Вунсидел се налази у савезној држави Баварска у округу Вунзидел (Фихтел). Град се налази на надморској висини од 525 метара. Површина општине износи 54,9 km². У самом граду је, према процјени из 2010. године, живјело 9.688 становника. Просјечна густина становништва износи 177 становника/km².

## Међународна сарадња
| Мјесто  | Држава               | Врста сарадње | Од    |
| ------- | -------------------- | ------------- | ----- |
| Менде   | Француска            | партнерство   | 1982. |
| Хеб     | Чешка                | пријатељство  | 1990. |
| Торбали | Турска               | пријатељство  | 1980. |
| Глазгов | Уједињено Краљевство | пријатељство  | 1967. |
| Веспрем | Мађарска             | партнерство   | 1989. |
| Извор   |                      |               |       |